# Oblężenie Damietty (1218–1219)
Oblężenie Damietty – oblężenie i zdobycie egipskiego miasta Damietta przez krzyżowców podczas V wyprawy krzyżowej (1217–1221).

## Oblężenie

### 1218
27 maja 1218 pierwsze okręty krzyżowców dopłynęły do ujścia Nilu. Dwa dni później wojska zachodnie założyły przyczółek na lądzie i po raz pierwszy starły się z muzułmanami. Niebawem przybyła reszta floty pod dowództwem Jana z Brienne
Sułtan Al-Adil wysłał armię pod dowództwem Al-Kamila, która założyła obóz w odległości ok. 10 kilometrów od Damietty. Pod koniec czerwca krzyżowcy przeprowadzili szturm na strategiczny fort znajdujący się na jednej z wysp obok Damietty. 24 sierpnia 1218 krzyżowcy zaatakowali po raz kolejny i po całodobowej bitwie zdobyli fort, a potem przecięli łańcuch i zniszczyli most łyżwowy, które blokowały ich okrętom dostęp do murów miasta. Kilka dni  później zmarł sułtan Al-Adil. 
Krzyżowcy nie wykorzystali swego sukcesu i nie zaatakowali miasta. Zamiast tego postanowili czekać na posiłki pod dowództwem kardynała Pelagiusza. Opieszałość krzyżowców skłoniła Al-Kamila do przejęcia inicjatywy. W październiku 1218 flota muzułmańska zaatakowała krzyżowców, a kilka dni później do walki poszły też wojska lądowe. Atak Al-Kamila został odparty m.in. dzięki posiłkom z Francji. Po tej bitwie doszło do kilkumiesięcznego zastoju w działaniach wojennych. 29 listopada 1218 sztorm zniszczył znaczną część floty krzyżowców, a niedługo później w ich obozie wybuchła epidemia.

### 1219
2 lutego 1219 zdziesiątkowana armia krzyżowców przypuściła kolejny szturm na Damiettę, ale została odparta. Kilka dni później Al-Kamil został zmuszony do wycofania się spod miasta, aby udaremnić spisek jednego z emirów. Krzyżowcy wykorzystali sytuację i otoczyli Damiettę. Po kilkunastu dniach Al-Kamil powrócił wraz z armią, ale nie był już w stanie odzyskać dawnej pozycji. Przez kilka następnych miesięcy dochodziło do sporadycznych walk, ale krzyżowcy nie przeprowadzali kolejnych szturmów na miasto. 
Latem 1219 krzyżowcy zaczęli bombardować Damiettę przy użyciu machin oblężniczych. Próbowali kolejnych szturmów, ale jednocześnie musieli bronić własnego obozu przed natarciami muzułmanów. Wśród krzyżowców dochodziło też do sporów o przywództwo pomiędzy królem Janem a kardynałem Pelagiuszem. 29 sierpnia 1219 część armii krzyżowej zaatakowała bez rozkazu obóz Al-Kamila. Bitwa ta niemal doprowadziła do klęski całej wyprawy.
Obie strony były zmęczone wielomiesięcznym oblężeniem i postanowiły zawrzeć rozejm. Według podań w rozmowach z Al-Kamilem miał brać udział Franciszek z Asyżu. We wrześniu 1219 ustalono warunki rozejmu, choć krzyżowcy odrzucili propozycję trwałego pokoju. Zawieszenie broni trwało tylko kilkanaście dni, bowiem już 24 września muzułmanie zaatakowali obóz krzyżowców. W październiku Al-Kamil wystąpił z kolejną propozycją. Zaoferował krzyżowcom zwrócenie m.in. Jerozolimy i znacznych terenów w Palestynie w zamian za wycofanie się z Egiptu. Jan z Brienne był gotów zawrzeć pokój, ale Pelagiusz zażądał odrzucenia warunków. Przeważyło zdanie tego ostatniego. 
5 listopada 1219 krzyżowcy po raz kolejny zaatakowali Damiettę, ale tym razem nie napotkali prawie żadnego oporu. W mieście szalała epidemia, a przy życiu pozostało tylko ok. 3 tysięcy ludzi. Krzyżowcy oszczędzili mieszkańców, choć wzięli trzystu zakładników i splądrowali skarbiec.
Krzyżowcy nie wykorzystali tego zwycięstwa, a wyprawa ostatecznie skończyła się niepowodzeniem. W 1221 muzułmanie odzyskali Damiettę.

## Nawiązania w kulturze
Oblężenie Damietty zostało opisane przez Zofię Kossak w powieści pt. Bez oręża.